# Максимилијан Пилгер
Максимилијан „Макс” Пилгер (Бон, 25. фебруар 1996) немачки је пливач чија специјалност су трке прсним стилом.
Пливањем се бави и његов старији брат Том. 

## Спортска каријера
Макс је пливањем почео да се бави веома рано, још као трогодишњи дечак, а његов први тренер била је његова мајка Уте (рођена Нетершајм) која је током каријере освојила неколико титула јуниорског првака Немачка. Први запаженији резултат у каријери остварио је 2013. када је освојио два четврта места на националним првенствима у великим (у Берлину) и малим базенима (у Вуперталу). 
Све до 2019. такмичио се углавном на разним пливачким митинзима, а прво велико такмичење на ком је наступио је било светско првценство у корејском Квангџуу 2019, где се такмичио у трци на 200 прсно коју је окончао на 23. месту у квалификацијама (у конкуренцији 54 пливача).